# Dysdera leprieuri
Dysdera leprieuri là một loài nhện trong họ Dysderidae.
Loài này thuộc chi Dysdera. Dysdera leprieuri được Eugène Simon miêu tả năm 1882.